# Ombitasvir/paritaprevir/ritonavir
La combinación de tres fármacos  antivirales ombitasvir, paritaprevir y ritonavir se utiliza en el tratamiento de la hepatitis C en combinación con el fármaco dasabuvir. Ambos están fabricados por Abbvie.
En los EE. UU., Viekira Pak es un producto que contiene pastillas de una combinación de ombitasvir/paritaprevir/ritonavir y pastillas dasabuvir.
En Europa, ombitasvir/paritaprevir/ritonavir está aprobado bajo el nombre comercial Viekirax para terapia de combinación junto con dasabuvir (nombre comercial Exviera), con o sin ribavirina.